# Aenetus
Az Aenetus a rovarok (Insecta) osztályának lepkék (Lepidoptera) rendjébe, ezen belül a gyökérrágólepke-félék (Hepialidae) családjába tartozó nem.

## Tudnivalók
Az Aenetus-fajok Indonéziában, Pápua Új-Guineában, Új-Kaledóniában, Ausztráliában és Új-Zélandon találhatók meg. Eddig a nemben 24 fajt írtak le. A legtöbb faj elülső szárnya zöldes vagy kékes, míg a hátulsó szárnya vöröses; de vannak nagyjából barnák vagy fehérek is. A hernyó a fák törzsében él, itt először vízszintesen rág, aztán függőlegesen lefelé indul.

## Rendszerezés
A nembe az alábbi 24 faj tartozik:
- Az Agonis növényfajokkal táplálkozók:
  - Aenetus arfaki Bethune-Backer, 1910 - (Pápua Új-Guinea)
  - Aenetus astathes (Turner, 1915) - (Ausztrália)
  - Aenetus blackburnii (Lower, 1892) - (Ausztrália) 
  - Aenetus cohici Viette, 1961 - (Új-Kaledónia) 
  - Aenetus crameri Viette, 1956 - (Pápua Új-Guinea)
  - Aenetus dulcis (Swinhoe, 1892) - (Ausztrália)
- A Daphnandra, Dodonaea, Doryphora, Eucalyptus, Glochidion, Nothofagus, Prostanthera, Waterhousea növényfajokkal táplálkozók:
  - Aenetus eugyna (Rothschild & Jordan, 1907) - (Pápua Új-Guinea)
  - Aenetus eximia (Scott, 1869) - (Dél-Queenslandtől Tasmániáig)
- A Casuarina, Leptospermum növényfajokkal táplálkozók:
  - Aenetus hampsoni (Joicey & Noakes, 1914) - (Pápua Új-Guinea)
  - Aenetus lewinii (Walker, 1856) - (Ausztrália)
- Az Acacia, Acmena, Bottlebrush, Dodonaea, Eucalyptus, Lantana, Leptospermum, Lophostemon, Malus, Melaleuca, Olearia, Pomaderris, Prostanthera, Rubus növényfajokkal táplálkozók:
  - Aenetus ligniveren (Lewin, 1805) - (Dél-Queenslandtól Tasmaniáig)
- Az Alphitonia növényfajokkal táplálkozók:
  - Aenetus marginatus (Rothschild, 1896) - (Pápua Új-Guinea)
  - Aenetus mirabilis Rothschild, 1894 - (Queensland)
- Az Eucalyptus növényfajokkal táplálkozók:
  - Aenetus montanus (Tindale, 1953) - (Ausztrália)
- Az Eucalyptus növényfajokkal táplálkozók:
  - Aenetus ombraloma (Lower, 1902) - (Victoria)
- A Diploglottis, Eucalyptus növényfajokkal táplálkozók:
  - Aenetus ramsayi (Scott, 1869) - (Queensland és Új-Dél-Wales)
- A Daphnandra, Dendrocnide, Diploglottis, Eucalyptus, Lantana, Tetradium növényfajokkal táplálkozók:
  - Aenetus scotti (Scott, 1869) - (Ausztrália)
- A Callicoma, Casuarina, Eugenia, Trema növényfajokkal táplálkozók:
  - Aenetus scripta (Scott, 1869) - (Ausztrália) 
  - Aenetus sordida (Rothschild & Jordan, 1905) - (Pápua Új-Guinea)
  - Aenetus splendens (Scott, 1864) - (Ausztrália)
- A Carpodetus, Citrus, Cornus, Eucalyptus, Malus, Nothofagus, Quercus, Prunus, Salix növényfajokkal táplálkozók:
  - Aenetus tegulatus (Pagenstecher, 1888) - (Indonézia, Pápua Új-Guinea, Queensland) 
  - Aenetus tephroptilus (Turner, 1915) - (Ausztrália)
  - Aenetus toxopeusi Viette, 1956 - (Pápua Új-Guinea)
  - Aenetus virescens (Doubleday, 1843) - (Új-Zéland északi szigete)

## Fordítás
- Ez a szócikk részben vagy egészben  az   Aenetus című angol Wikipédia-szócikk ezen változatának fordításán alapul.  Az eredeti cikk szerkesztőit annak laptörténete sorolja fel. Ez a jelzés csupán a megfogalmazás eredetét és a szerzői jogokat jelzi, nem szolgál a cikkben szereplő információk forrásmegjelöléseként.